# Очеретянка каролінська
Очеретя́нка каролінська (Acrocephalus syrinx) — вид горобцеподібних птахів родини очеретянкових (Acrocephalidae). Ендемік Федеративних Штатів Мікронезії.

## Опис
Довжина птаха становить 15 см. Верхня частина тіла коричнева, надхвістя світліше, жовтувате. Махові пера мають тонкі жовті края. Нижня частина тіла жовтувато-біла з охристим відтінком. Над очима яскраво-жовті "брови". через очі ідуть темні смуги. Очі темні, дзьоб відносно довгий, зверху чорний, знизу світло-сірий, лапи сірі. Виду не притаманний статевий диморфізм.

## Поширення і екологія
Каролінські очеретянки мешкають на островах Каролінського архіпелагу. Вони живуть на високотравних луках, в тропічних лісах, парках і садах. Живляться комахами. Гніздо кулеподібне, в кладці 2 яйця.